# Мармнамарз
«Мармнамарз» (арм. Մարմնամարզ, букв. «Атлет») — ежемесячный спортивный журнал на армянском языке, издававшийся в Константинополе в период с 1911 по 1914 годы по инициативе Шаварша Крисяна. Первое издание подобного типа в истории Османской империи.

## История издания
Идея основать специализированный журнал о спорте появилась у армянского просветителя и активиста Шаварша Крисяна в 1911 году, через несколько лет после Младотурецкой революции. Выпуск журнала был официально начат в феврале того же года при непосредственной поддержке выдающегося писателя и общественного деятеля Акопа Сируни.
Задачи, которые ставил перед собой коллектив журнала, включали в себя сделать спортивную жизнь общественно значимой, вызвать интерес к спорту и содействовать развитию физического воспитания, особенно в армянонаселённых городах и селах Западной Армении, сообщать сведения о спортивных событиях, состоявшихся на территории Османской империи и во всем мире, также организовать и систематизировать чемпионаты и деятельность армянских спортклубов.
На страницах «Мармнамарза» особое внимание уделялось публикациям армянских и иностранных авторов на темы развития физкультуры, здравоохранения, педагогики и спорта.
Благодаря «Мармнамарзу» удалось организовать и провести Панармянские Олимпийские игры.
В соревнованиях принимали участие почти все спортивные клубы Константинополя.
Первые армянские олимпийские игры состоялись 1 мая 1911 года на стадионе клуба «Юнион», в присутствии 2000 зрителей.
Вначале журнал выходил под названием «Иллюстрированная ежемесячная газета», а последующие номера уже под названием «Оркан азгаин физикакан верацнутян» (Ежедневная газета национального физического возрождения), а затем «Оркан азгаин физикакан кртутян» (Ежедневная газета национального физического воспитания), этим подчеркивалось ее истинное призвание и журнал стал важным средством и инструментом, содействующим развитию спортивной жизни армянского населения Османской империи.
Всего в первый год существования газеты вышло 10 ее номеров. 
Во второй год, по просьбам читателей, она стала выпускаться дважды в месяц, и в 1912 году было выпущено уже 24 номера.

## Закрытие
С 1914 года журнал начал испытывать серьезные проблемы с финансированием, редакция часто меняла адреса главного офиса. Бессменный главный редактор издания Шаварш Крисян погиб в 1915 году в результате Геноцида армян, после чего «Мармнамарз» окончательно прекратил свое существование.